# Seznam diplomatskih predstavništev na Jamajki
To je seznam diplomatskih predstavništev na Jamajki. Trenutno je v Kingstonu akreditiranih 28 veleposlaništev oz. visokih komisij.

## Veleposlaništva/visoke komisije

### Kingston
| - Alžirija - Argentina - Belgija - Brazilija - Kanada - Čile - Ljudska republika Kitajska - Kolumbija - Kostarika - Kuba - Dominikanska republika - Francija - Nemčija - Indija | - Japonska - Mehika - Nikaragva - Nigerija - Panama - Rusija Arhivirano 2010-08-12 na Wayback Machine. - Sveti Krištof in Nevis - Južna Afrika - Južna Koreja Arhivirano 2017-02-17 na Wayback Machine. - Španija - Trinidad in Tobago - Združeno kraljestvo - ZDA - Venezuela |

- Evropska unija (delegacija)

### Zaliv Montego
- ZDA (konzularna pisarna)

## Akreditirane misije
- Kamerun (New York City)
- Finska (Caracas)
- Gvatemala (Santo Domingo)
- Indonesia (Havana)[1]
- Islandija (New York)
- Izrael (Santo Domingo)
- Malavi (Brasilia)
- Philippines (Washington, D.C.)
- Srbija (Mexico City)
- Singapur (Brasilia)
- Tanzanija (Brasilia)[2]
- Tajska (Ottawa)
- Turčija (Havana)

## Nekdanja veleposlaništva
- Haiti
- Honduras
- Peru
- Senegal